# Bitwa w wąwozie Calugareni
Bitwa w wąwozie Calugareni – starcie zbrojne, które miało miejsce 23 sierpnia 1595 r. pomiędzy armią osmańską a wojskami wołoskimi i węgierskimi.
W roku 1594 wojska hospodara Wołoszczyzny Michała przyłączyły się do ligi antytureckiej. W tym samym roku siły te składające się z 8000 Wołochów oraz 2000 Węgrów rozpoczęły ataki na garnizony tureckie. 21 sierpnia 1595 r. armia turecka ruszyła na Bukareszt, przekraczając Dunaj. Siły tureckie liczyły 100 000 żołnierzy i były dowodzone przez Sinana Paszę. 
Hospodar zdecydował się na atak na maszerujących Turków w okolicy Giurgiu leżącym około 10 km od Bukaresztu. Wołosi wybrali jako miejsce walki bagnisty, otoczony drzewami wąwóz Calugareni. 
Dnia 22 sierpnia 20 000 straż przednia Turków pod wodzą Saturadżi Mehmeda Paszy dotarła do wąwozu, gdzie została zaatakowana przez siły wołoskie. Z pomocą ruszyły wówczas wojska jazdy tureckiej i janczarzy z działami. Po włączeniu się do walki głównych sił Sinana Paszy, Wołosi zostali odparci. Noc wojska tureckie spędziły w wąwozie. 
Rankiem dnia 23 sierpnia 1595 r. Wołosi ostrzelali z dział siły tureckie, rozpoczynając nowy atak. Początkowo przewagę mieli Turcy, później wzmocnione siły wołoskie uzyskały przewagę. Po nadejściu posiłków węgierskich wojska tureckie znalazły się w okrążeniu. Na ich tyły uderzyli Węgrzy. W szeregach tureckich wybuchła panika, która przerodziła się w ucieczkę po ranieniu Saturadżiego Paszy. Walka trwała do wieczora, po czym wojska Michała wycofały się z pola bitwy. 